# David Jones (cầu thủ bóng đá, sinh năm 1950)
David Hilary Jones (sinh ngày 29 tháng 12 năm 1950) là một cựu cầu thủ bóng đá người Anh thi đấu ở vị trí tiền vệ cánh ở Football League cho York City, ở bóng đá non-League cho Goole Town, và từng đầu quân cho Wolverhampton Wanderers mà không có một trận quốc nội nào.